# Rainer Fuhrmann
Rainer Fuhrmann (* 11. September 1940 in Berlin; † 3. November 1990 ebenda) war ein deutscher Science-Fiction-Schriftsteller.

## Leben und Werk
Fuhrmann erlernte den Beruf des Drehers, arbeitete als Mechaniker, erwarb den Meisterbrief als Mechanikermeister, brach ein Studium der Maschinenbautechnologie ab, um mehr Zeit zum Schreiben zu haben, und arbeitete als wissenschaftlich-technischer Mitarbeiter und Konstrukteur, bevor er 1980 freischaffender Schriftsteller wurde. Viele Jahre seines Berufslebens war er in der Orthopädietechnik tätig, und seine dabei gewonnenen Erfahrungen aus dem Gesundheitswesen sind in einigen seiner Werke spürbar.
Rainer Fuhrmann galt als einer der herausragenden Autoren der Science Fiction in der DDR. Er thematisierte unter anderem Genmanipulation am Menschen 1977 in dem Roman Homo sapiens 10−2: Das Experiment eines gewissenlosen Wissenschaftlers führt dazu, dass eine Gruppe von Menschen miniaturisiert wird, bis sie an die Grenzen der Physik stoßen (rein zufällig erschien fast zeitgleich 1976 ein anderes Buch mit ganz ähnlicher Thematik, Expedition Mikro von Alexander Kröger).
Das Raumschiff aus der Steinzeit ist ein Beispiel des Einflusses der Prä-Astronautik in der DDR-SF, wie sie vorher schon von Günther Krupkat, Wolf Weitbrecht und Carlos Rasch veröffentlicht worden waren, und stellt ein um etliche Jahre verspätetes Frühwerk Fuhrmanns dar.
In dem Planetenabenteuer Planet der Sirenen geraten irdische Raumfahrer angesichts einer fremden Zivilisation, deren Grundlagen und Funktionsweisen sie nicht durchschauen können, an den Rand ihrer Belastbarkeit und offenbaren menschliche Schwächen, die sie selbst sich noch nicht eingestanden hatten.
Der Roman Die Untersuchung führt einen Detektiv auf den Saturnmond Titan, wo er einen Kriminalfall zu lösen hat. Die Implikationen und verborgenen Hintergründe des scheinbar schnell aufgeklärten Unfalls allerdings erschüttern die Überzeugungen des Detektivs in ihren Grundfesten und lassen ihn an seiner eigenen Person und der Gesellschaft zweifeln, die ihn geformt hat. Das Buch ist sowohl Krimi als auch SF, Entwicklungsroman wie auch Dystopie.
Medusa befasst sich wiederum mit der Biotechnologie. Hier entwickelt sich aus menschlichem Gewebe im Gefolge eines Experiments ein denkendes Wesen mit übernatürlichen Kräften. Der Umgang von Menschen mit diesem intelligenten Homunkulus steht im Zentrum des Romans und führt wiederum zu der Frage, wie weit Wissenschaft im Drang nach Erkenntnis gehen darf.
Kairos wurde sechs Jahre nach dem Tod des Autors veröffentlicht und stellt in gewisser Weise eine Abrechnung mit der späten DDR dar. Zwei Besucher von der Erde (Herman Jennis und sein Freund Medley) erreichen nach jahrelangem Interstellarflug (Photonenantrieb, Zeitdilatation!) eine menschliche Kolonie auf dem Planeten Kairos. Diese hat seit längerer Zeit keinen Kontakt mehr zur Erde. Jennis wird gebeten, den Grund für diesen Kontaktabbruch zu eruieren und gegebenenfalls die Erde zu benachrichtigen, wenn Hilfe benötigt wird. Sehr schnell stellen Jennis und Medley fest, dass hier so einiges nicht stimmt. Sehr viele Dinge funktionieren nicht mehr oder sind in einem desolaten Zustand; die Staatsorganisation entspricht zwar dem "real existierenden" Sozialismus, die Kolonie wird aber von einer kleinen Clique beherrscht, die es sich wohlergehen lässt, während es den einfachen Leuten immer schlechter geht. Dazu scheint es mit der Moral der Kolonisten nicht weit her zu sein, die Bevölkerung wird pausenlos mit Pornos berieselt, und ihnen selbst werden häufig wechselnde "Begleiterinnen" zugeteilt. Nach kurzer Zeit kommen sie sich wie Zuchtbullen vor, und damit sind sie ganz nah an der Wahrheit. Denn das größte Problem der Kolonie ist, dass immer weniger Kinder geboren werden, sie also dem Aussterben entgegengleitet. Eine Expedition zu einer aufgegebenen Stadt bringt des Rätsels Lösung an den Tag und entlarvt den hemmungslosen Eigennutz und die Skrupellosigkeit der herrschenden Clique. Jennis flieht in den politischen Untergrund und informiert die Erde.
Fuhrmann hält in diesem Roman der späten DDR einen Spiegel vor, in dem er die damaligen politischen Verhältnisse in einer fiktiven Situation widerspiegelt. Aber auch ohne Kenntnisse der realen politischen Verhältnisse ist der Roman eine Parabel auf Vorspiegelung und Wahrheit, auf Eigennutz und Verantwortungsgefühl der handelnden Charaktere.

## Bibliographie
Romane
- Homo sapiens 10−2. Das Neue Berlin, Berlin 1977.
- Das Raumschiff aus der Steinzeit. Verlag Neues Leben, Berlin 1978 (Kompass-Bücherei Band 241).
- Planet der Sirenen. Das Neue Berlin, Berlin 1981.
- Die Untersuchung. Das Neue Berlin, Berlin 1984. (Westausgabe: Heyne Verlag, München 1991.)
- Medusa. Das Neue Berlin 1985. (Westausgabe: Heyne Verlag, München 1992.)
- Versuchsreihe 17. Mitteldeutscher Verlag, Halle 1988.
- Kairos. Heyne Verlag, München 1996.

Utopische Kriminalerzählungen
- Per Kippschalter. Das Neue Berlin, Berlin 1981 (= Blaulicht, Heft 209).
- Herzstillstand. Das Neue Berlin, Berlin 1981 (= Blaulicht, Heft 212).
- Zweimal vierundzwanzig Stunden. Das Neue Berlin, Berlin 1982 (= Blaulicht, Heft 217).
- Kantharidin. Das Neue Berlin, Berlin 1985 (= Blaulicht, Heft 245).

Kurzgeschichten
- Das Experiment (1976)
- Golem (1983)
- Mondstadt oder Der Sinn für Ordnung (1990)
- Das Opfer (1991)
- Stabwechsel (1992)